# 허유미
허유미(Yumi Heo, 1964년~2016년)는 미국의 그림책 작가이자, 삽화가이다.

## 주요 작품

### 저서
- 1994년: 어느 오후(One Afternoon)[1]
- 1995년: 아버지의 고무신(Father’s Rubber Shoes)
- 1996년: 청개구리: 한국의 설화(The Green Frogs: A Korean Folktale)
- 1999년: 어느 일요일 아침(One Sunday Morning)
- 2009년: 열흘낮아홉밤: 입양 이야기
- 2012년: 한씨와 일곱 친구들(Ten Days and Nine Nights: An Adoption Story)
- 2015년: 빨간 빛, 초록 빛(Red Light, Green Light)